# Catalina Pulido
María Catalina Pulido Anker (Santiago, 14 de septiembre de 1974) es una actriz, modelo y presentadora de televisión chilena.

## Biografía
Nació el 14 de septiembre de 1974 en Santiago de Chile. Hija de Rodolfo Pulido y de Erika Anker Merlet, ambos de ascendencia alemana. Tiene dos hermanos; Juan Cristóbal y Pedro Antonio.
Al año de edad, Pulido emigró junto a su familia a Alemania, donde estuvo hasta los 8 años. Cursó sus estudios en una Hauptschule. Retornó en 1982 a su país de origen e ingresó al Colegio Alemán de Santiago.
En 1993 participó en el videoclip de la canción «Fe» de Jorge González y entró a estudiar teatro en la Academia Club de Teatro, de Fernando González Mardones.

## Carrera artística
Debutó como actriz en la teleserie Playa Salvaje, emitida por Canal 13 en 1997. Continuó en Marparaíso y Cerro Alegre, hasta que emigró al área dramática de TVN para participar en Santo Ladrón, Amores de mercado y Purasangre.
En 2004 debutó como conductora de programas con El rival más débil, adaptación chilena de The Weakest Link que hizo Canal 13. Al año siguiente cumplió el mismo rol en el reality show Granjeras.
Retomó la actuación en 2010 y participó en dos superproducciones de época del director Vicente Sabatini para Chilevisión; Manuel Rodríguez (2010) en la que interpretó a Paula de Salas y Velasco y La Doña (2011), donde dio vida a Perpetua Ximenez de Mendoza.
Ha sido rostro de la multitienda Falabella. En 2012 lanzó su propia colección de ropa llamada Sweet Jane.[cita requerida]
Entre 2016 y 2019 trabajó en La Red donde fue panelista de Intrusos, conductora de Mujeres primero, panelista de Hola Chile y luego nuevamente panelista de Intrusos.
Tras su salida de la televisión participó en el café concert Las indomables de Patricia Maldonado y posteriormente en el programa en Internet del mismo nombre.

## Vida personal
Fue pareja de George Von Knorring, y ambos fueron padres de Sasha Von Knorring Pulido (n. 1996-f. 2024). Tras su separación, Pulido tuvo su segundo hijo; León Reyes Pulido (n. 2003).

## Carrera política
En 2021 se postula a concejal por Las Condes por el Partido Republicano, logrando 364 votos, no resultando electa.

## Controversias
El 7 de julio de 2019, fue detenida por desacato a la autoridad y agresión física contra personal de Carabineros de Chile, luego de que estos le retuvieran sus documentos para multarla por no usar cinturón de seguridad mientras conducía su camioneta. Posteriormente, en el programa de espectáculos Intrusos de La Red, donde era panelista, hizo un mea culpa. Además, denunció haber sufrido agresiones graves por parte de Carabineros, como fractura y luxación de codo, aunque estas lesiones nunca fueron confirmadas. Como consecuencia de su comportamiento hacia los oficiales, fue despedida del canal. La periodista Alejandra Valle comentó el incidente, expresando solidaridad profesional y críticas a la institución policial, lo que generó una fuerte respuesta de Pulido, motivada por diferencias políticas.

## Filmografía
- Santos (2005)
- Drama (2010)
- Maknum González (2013)
- El club (2015)

## Televisión
| Año  | Título            | Papel                       | Cadena              |
| ---- | ----------------- | --------------------------- | ------------------- |
| 1997 | Playa salvaje     | Javiera Huidobro            | Canal 13            |
| 1998 | Marparaíso        | Josefina Arrieta            | Canal 13            |
| 1999 | Cerro Alegre      | Mariana Ferrer              | Canal 13            |
| 2000 | Santo ladrón      | Lucía González              | Televisión Nacional |
| 2001 | Amores de mercado | Chantal Müller              | Televisión Nacional |
| 2002 | Purasangre        | Cecilia Vergara             | Televisión Nacional |
| 2010 | Manuel Rodríguez  | Paula de Salas y Velasco    | Chilevisión         |
| 2011 | La doña           | Perpetua Ximénez de Mendoza | Chilevisión         |
| 2012 | La sexóloga       | Mónica Cooper               | Chilevisión         |

| Año       | Título                        | Papel                   | Ref.        |
| --------- | ----------------------------- | ----------------------- | ----------- |
| 2001      | Oveja negra                   | Conductora              | TVN         |
| 2004      | El rival más débil            | Conductora              | Canal 13    |
| 2005      | Granjeras                     | Conductora              | Canal 13    |
| 2007      | Locos por el baile            | Panelista               | Canal 13    |
| 2008      | Amor ciego 2, el casting      | Jueza                   | Canal 13    |
| 2010      | La movida del festival        | Panelista               | Canal 13    |
| 2010      | ¿Quién quiere ser millonario? | Concursante             | Canal 13    |
| 2011-2012 | Yo soy...                     | Jueza                   | Mega        |
| 2012      | Festival Viva Dichato         | Presentadora            | Mega        |
| 2012      | Vértigo                       | Invitada                | Canal 13    |
| 2012-2013 | SCL Moda                      | Conductora              | 13C         |
| 2013      | Baila! Al ritmo de un sueño   | Concursante             | Chilevisión |
| 2013      | Dudo                          | Invitada                | 13C         |
| 2013      | Más vale tarde                | Invitada                | Mega        |
| 2014      | Mentiras verdaderas           | Invitada                | La Red      |
| 2016      | Vértigo                       | Invitada                | Canal 13    |
| 2016      | La divina comida              | Participante anfitriona | Chilevisión |
| 2016-2019 | Intrusos                      | Panelista               | La Red      |
| 2017      | Mujeres primero               | Conductora              | La Red      |
| 2017-2018 | Hola Chile                    | Panelista               | La Red      |
| 2024      | Palabra de honor              | Concursante             | Canal 13    |
| 2025      | Zona de estrellas             | Panelista               | Zona Latina |
| 2025      | Sígueme                       | Panelista               | TV+         |
| 2025      | Primer plano                  | Invitada                | Chilevisión |

## Vídeos musicales
| Año  | Título | Artista        | Dirección      |
| ---- | ------ | -------------- | -------------- |
| 1993 | Fe     | Jorge González | Cristián Galaz |

## Streaming
| Año  | Programa       | Rol        | Canal      |
| ---- | -------------- | ---------- | ---------- |
| 2021 | Las Indomables | Conductora | La Maldito |